# Onda aguda al vértex
La onda aguda al vértex es una onda que aparece al final de la Fase I del sueño y es característica de esta fase. Tiene una amplitud mayor de 20 μV aunque puede llegar a ser 10 veces mayor. Pueden aparecer de forma esporádica o en rachas sincronizadas. Su presencia en el electroencefalograma excluye la fase REM.